# سیدین سندین
«سیدین سندین» اصطلاحی بود که در طول انقلاب مشروطه ایران برای اشاره به آیت‌الله سید محمد طباطبائی و سید عبدالله بهبهانی بکار می‌رفت. در آن زمان در ایران افرادی چون شیخ فضل‌الله نوری، میرزا ابوطالب زنجانی و شیخ عبدالنبی نیز به عنوان مجتهد بزرگ شناخته می‌شدند. ولی طباطبایی و بهبهانی به عنوان آغازگران مشروطه شناخته شده و دیگران در ابتدا حاضر به همکاری در انقلاب نشدند. از قول بهبهانی نقل شده است که:
«همان آقای طباطبایی با من باشد، کافی است.»